# Molophilus vinnulus
Molophilus vinnulus là một loài ruồi trong họ Limoniidae. Chúng phân bố ở miền Australasia.